# Klíčov (usedlost)
Klíčov je zaniklá usedlost č.p. 81 v Praze 9 – Vysočanech v ulici Nad Klíčovem, východně od křižovatky s ulicí Ke Klíčovu. Podle usedlosti se jmenují autobusové garáže DPP Klíčov.

## Historie
Na Klíčově, při staré cestě z Vysočan do Kbel bývala vinice, která se zde udržela až do roku 1914. Při ní byla roku 1860 postavena vinárna, u které později majitel zřídil formanskou hospodu se zahradní restaurací.

### Po roce 1918
Hospoda byla roku 1936 přestavěna na hotel. V něm roku 1943 Němci vybudovali velín Kbelského letiště. Sklep přehradili zazdívkami a na letiště z něj vedli kabelové spojení. Po skonční války byla v hotelu zřízena ubytovna ČKD.

### Podzemní chodby
V druhé polovině 50. let 20. století si Československá armáda vyžádala průzkum zdejšího podzemí. K dalšímu podrobnému průzkumu došlo roku 1975. Krasová sekce TISu zjistila, že sklep je přístupný z přízemí ubytovny krátkým schodištěm, je dlouhý 85 metrů a má tunelovitý tvar. Skládá se ze dvou hlavních chodeb a je celý ručně vytesaný v křídových pískovcích. Prostor je s povrchem spojen třemi svislými šachticemi, skalní stěny jsou profilované do tvaru valené klenby.

### Geologické okolí
Prameny vody vyvěrají ze dvou trhlin a mají vydatnost 0,4 a 0,3 l/s. 60 metrů východně od bývalého hostince leží nad silnicí malý starý lom se zbytky neznámých podzemních prostor, které jsou přerušeny mohutným závalem.